# Mitchie Brusco
Pour les articles homonymes, voir Brusco.
Mitchell « Mitchie » Brusco, né en février 1997, est un skateur professionnel américain. Surnommé "Little Tricky", il commence le skateboard à l'âge de trois ans à Kirkland, Washington, gagnant en popularité et en reconnaissance en tant que jeune talent du domaine.
Il est notamment le premier skateur de l'histoire à réussir un 1260 en compétition, une figure de skateboard dans lequel il réalise trois tours et demi dans les airs avant d'atterrir sur la rampe. Il a également détenu d'autres records impliquant le 1080 et le 900.

## Carrière
Mitchie Brusco est né le 20 février 1997, de Mick et Jennifer Brusco. Quatrième de cinq enfants, il commence à faire du skateboard à l'âge de trois ans, lorsqu'il voit un skateboard à vendre chez Target,. La mère de Brusco commence à l'emmener dans des skateparks après l'avoir vu rouler dans la maison sur son skateboard. Impressionné par ses compétences à son âge, le premier sponsort de Brusco vient d'un magasin de skate local appelé "Trickwood", qui lui demande de rejoindre leur équipe de skate locale. C'est aussi au skate shop que Brusco reçoit son surnom de "Little Tricky".
À l'âge de quatre ans, Brusco participe à plus de 75 compétitions de skateboard. En 2002, alors qu'il a cinq ans, Brusco remporte un concours régional pour les enfants de 8 ans et moins. Ce titre lui assure la possibilité de participer aux Gravity Games 2002. La même année, sa famille engage un agent pour le représenter.

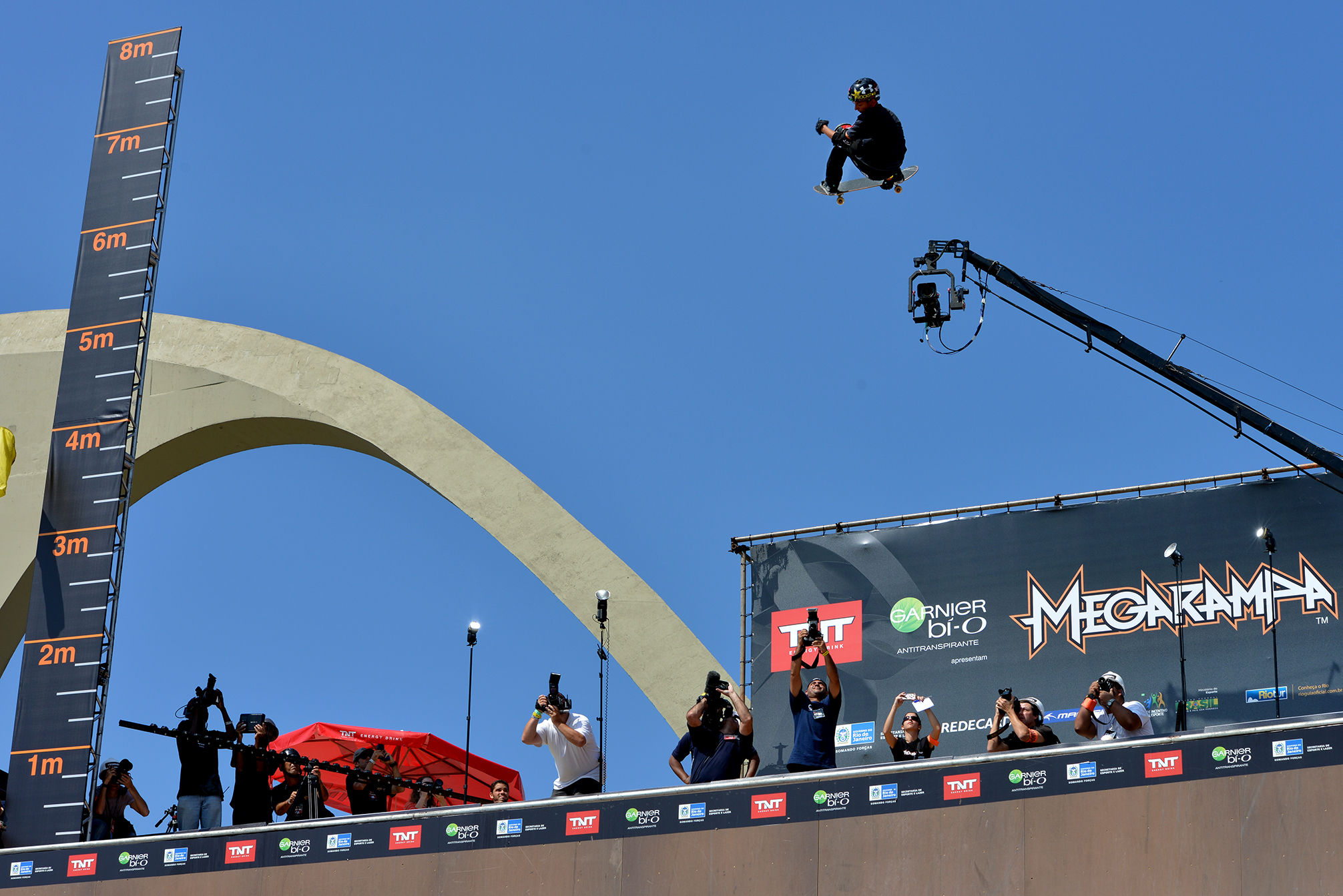
Mitchie Brusco sur une méga rampe à Rio de Janeiro, en 2012.

En juillet 2011, Brusco deient le deuxième skateur à faire atterrir un 900 sur une méga rampe. À l'époque, cela fait également de lui la plus jeune personne à avoir réussi un 900 (alors à 14 ans), jusqu'à ce que Tom Schaar batte ce record en octobre de la même année à l'âge de 12 ans. Aux X Games XVIII, Brusco devient le premier concurrent des X Games à réaliser un 900 dans la compétition de skateboard Big Air,.
Le 17 mai 2013, Brusco devient le deuxième skateur de l'histoire à réussir un 1080 sur la méga rampe, le premier à réaliser un 1080 lors de l'événement Big Air aux X Games, et seulement la troisième personne connue à avoir effectué le mouvement. En 2018, lors de la compétition de Big Air aux X Games Minneapolis, il réalise à nouveau un 1080 et remporte sa première médaille d'or aux X Games.
En août 2019, Brusco devient le premier skateur à réaliser un 1260 (trois révolutions complètes et un demi-tour) dans un concours de Big Air,.